# De kat van brigadier De Gier en andere verhalen
De Kat van Brigadier De Gier en Andere Verhalen is een verhalenbundel, handelend over Grijpstra en De Gier, geschreven door Janwillem van de Wetering.
Het is in 1983 uitgegeven door Loeb, Amsterdam.

## Inhoud
Deze verhalenbundel bevat o.a. een verhaal over een huilende jonge dame, een vermoorde vrouw die op Sjaan lijkt, een bedrag van 1,8 miljoen gulden dat is verdwenen, een stervende uitgever, drie moorden en een zelfmoord, een giftige paashaas, een mishandelde Nederlander in Japan, een wraakoefening, een kleurloos kaal mannetje, een lam Gods, en een vampier.
- 'Blauw, en dood ook, jazeker'
- De kat van brigadier De Gier
- De onverplichte opdracht
- Zes zus - zes zo
- Brief aanwezig
- De moorden in de Steeg van de Dolle Begijn
- De paashaas en het kadaver
- Tempelbezoek in Japan
- Bevrijdende dromen
- Een vreselijke wraak
- De fluitspeler
- De kerstwens
- De ketchup-kolk
- Die Endlösing en het derde meisje